# St. Lucas (Iowa)
St. Lucas és una població dels Estats Units a l'estat d'Iowa. Segons el cens del 2000 tenia 178 habitants.

## Demografia
Segons el cens del 2000, St. Lucas tenia 178 habitants, 83 habitatges, i 54 famílies. La densitat de població era de 254,5 habitants/km².
Dels 83 habitatges en un 20,5% hi vivien nens de menys de 18 anys, en un 57,8% hi vivien parelles casades, en un 4,8% dones solteres, i en un 34,9% no eren unitats familiars. En el 30,1% dels habitatges hi vivien persones soles el 24,1% de les quals corresponia a persones de 65 anys o més que vivien soles. El nombre mitjà de persones vivint en cada habitatge era de 2,14 i el nombre mitjà de persones que vivien en cada família era de 2,67.
Per edats la població es repartia de la següent manera: un 15,2% tenia menys de 18 anys, un 5,6% entre 18 i 24, un 27% entre 25 i 44, un 14% de 45 a 60 i un 38,2% 65 anys o més.
L'edat mediana era de 47 anys. Per cada 100 dones de 18 o més anys hi havia 98,7 homes.
La renda mediana per habitatge era de 35.625 $ i la renda mediana per família de 42.500 $. Els homes tenien una renda mediana de 29.792 $ mentre que les dones 19.583 $. La renda per capita de la població era de 25.612 $. Entorn del 8,3% de les famílies i el 9,5% de la població estaven per davall del llindar de pobresa.

## Poblacions més properes
El següent diagrama mostra les poblacions més properes.